# 白河水库 (湖北)
白河水库是中国湖北省宜昌市当阳市境内的一座水库，位于玛瑙河支流白河上，建于1966年。水库正常库容为1230万立方米，集雨面积为39.91平方千米，海拔为172.4米。